# Suore serve del Santissimo e della carità
Le Suore Serve del Santissimo e della Carità (in spagnolo Siervas del Santísimo y de la Caridad) sono un istituto religioso femminile di diritto pontificio: le suore di questa congregazione pospongono al loro nome la sigla S.S.C.

## Storia
La congregazione fu fondata da María de Jesús Upegui Moreno (1835-1921): fin dalla giovinezza si dedicò alla preparazione dei bambini alla prima Comunione e quando (1856) fu aperto l'ospedale San Juan de Dios di Medellín lo sostenne economicamente e prese a servirvi gratuitamente gli ospiti; in seguito, aprì un orfanotrofio, un asilo per anziani poveri e un rifugio per giovani pericolanti.
Pensò quindi di dare inizio a una congregazione per il servizio agli orfani e agli ammalati e nel 1890 Bernardo Herrera Restrepo, vescovo di Medellín, diede il suo consenso. A causa di una sua lunga malattia e dell'instabilità politica della Colombia del tempo, la fondazione dell'istituto ebbe inizio solo il 15 maggio 1901 e il 25 giugno 1903 il vescovo Joaquín Pardo Vergara diede l'abito religioso alla Upegui.
Le prime dodici suore emisero i voti il 28 agosto 1919.
Le costituzioni furono approvate il 25 marzo 1936 dall'arcivescovo Tiberio de Jesús Salazar y Herrera, che il 10 dicembre 1940 eresse canonicamente le suore in congregazione religiosa.

## Attività e diffusione
Le suore si dedicano all'istruzione e all'educazione cristiana della gioventù, all'assistenza ad anziani e ammalati e al culto dell'Eucaristia.
Sono presenti in Brasile, Cile, Colombia, Ecuador, Italia, Messico, Perù, Spagna, Venezuela; la sede generalizia è a Medellín.
Alla fine del 2008 la congregazione contava 330 religiose in 68 case.